# Eupompha edmundsi
Eupompha edmundsi är en skalbaggsart som beskrevs av Nils Sten Edvard Selander 1953. Eupompha edmundsi ingår i släktet Eupompha och familjen oljebaggar. Inga underarter finns listade i Catalogue of Life.